# Wernigerode
Wernigerode è una città di 32 024 abitanti della Sassonia-Anhalt, in Germania. Appartiene al circondario dello Harz (targa HZ).
Fino al 1º luglio 2007 è stata capoluogo del circondario omonimo.

## Geografia
La città si trova a circa 250 metri s.l.m. sul versante nord-orientale del massiccio dello Harz, nella Germania centrale, ai piedi della loro vetta più alta, il Brocken, sulle autostrade federali B 6 e B 244 e sulla linea ferroviaria da Halberstadt a Vienenburg che collega le città di Halle (Saale) e Hannover.
La città si sviluppa lungo il fiume Holtemme, un affluente del Bode. 
Il centro storico è costituito da una città vecchia (Altstadt) ed una nuova (Neustadt).

## Geografia antropica
Appartengono alla città di Wernigerode le frazioni di Benzingerode, Minsleben, Reddeber, Schierke e Silstedt.

## Storia
Non esistono fonti scritte che confermino esattamente la data di fondazione della città. Secondo le ultime ricerche non ci sono state relazioni iniziali con l'abbazia di Corvey e con l'abate Warin, mentre il nome della città suggerisce che si trattava di un insediamento di bonifica.
La prima area ad essere colonizzata fu il Klint, dove si trovava un castello in pianura, il cosiddetto Schnakenburg. Nel 1805 le rovine di questo castello furono demolite. L'unica parte rimasta è la Haus Gadenstedt, che risale all'anno 1582. All'epoca del primo insediamento, sulle alture del Klint c'era ancora un'antica foresta, tipica dello Harz, che dovette essere prima disboscata, da cui il suffisso -rode nel nome della città, che significa "disboscata".
La prima menzione di Wernigerode si ha con un documento legato al vescovo di Halberstadt nel 1121, come parte del ducato di Sassonia, nell'Ostfalia. Nel 1213 viene menzionato il castello di Wernigerode come "castrum" dei conti di Wernigerode.
L'insediamento si sviluppò così che nel 1229 ottenne lo statuto di città, come la vicina Goslar.
Nel 1429 la città passo sotto il controllo dei conti di Stolberg-Wernigerode.
La città come molte altre località vicine subì molti danni durante la guerra dei contadini tedeschi nel 1525. Successivamente la caccia alle streghe durante la guerra dei trent'anni causò molte vittime.
La famiglia ducale degli Stolberg nel 1714 riconobbe la sovranità del Brandeburgo-Prussia.
A partire dal 1815 la città di Wernigerode entrò nella provincia di Sassonia sotto il regno di Prussia.

## Architettura

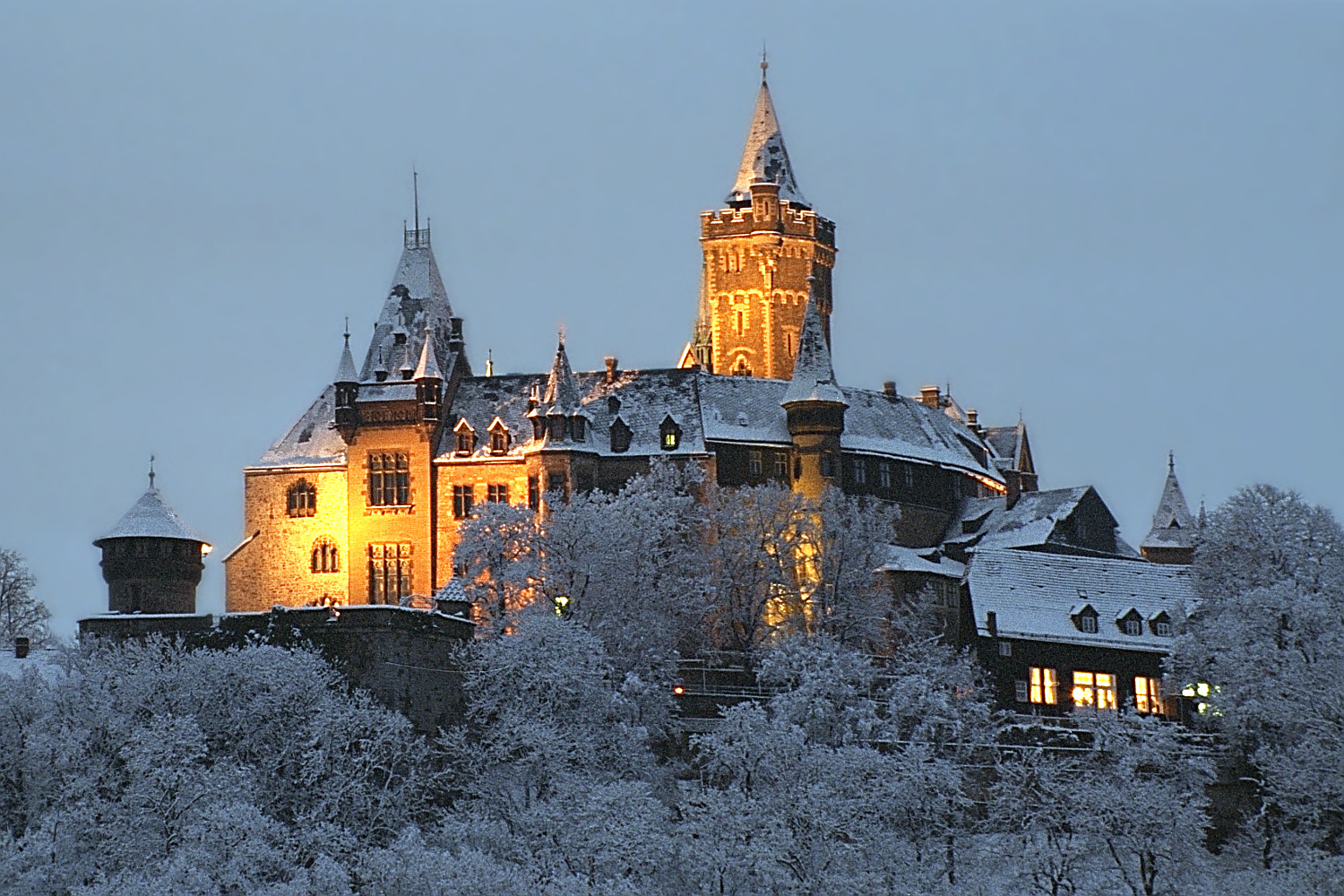
Castello di Wernigerode

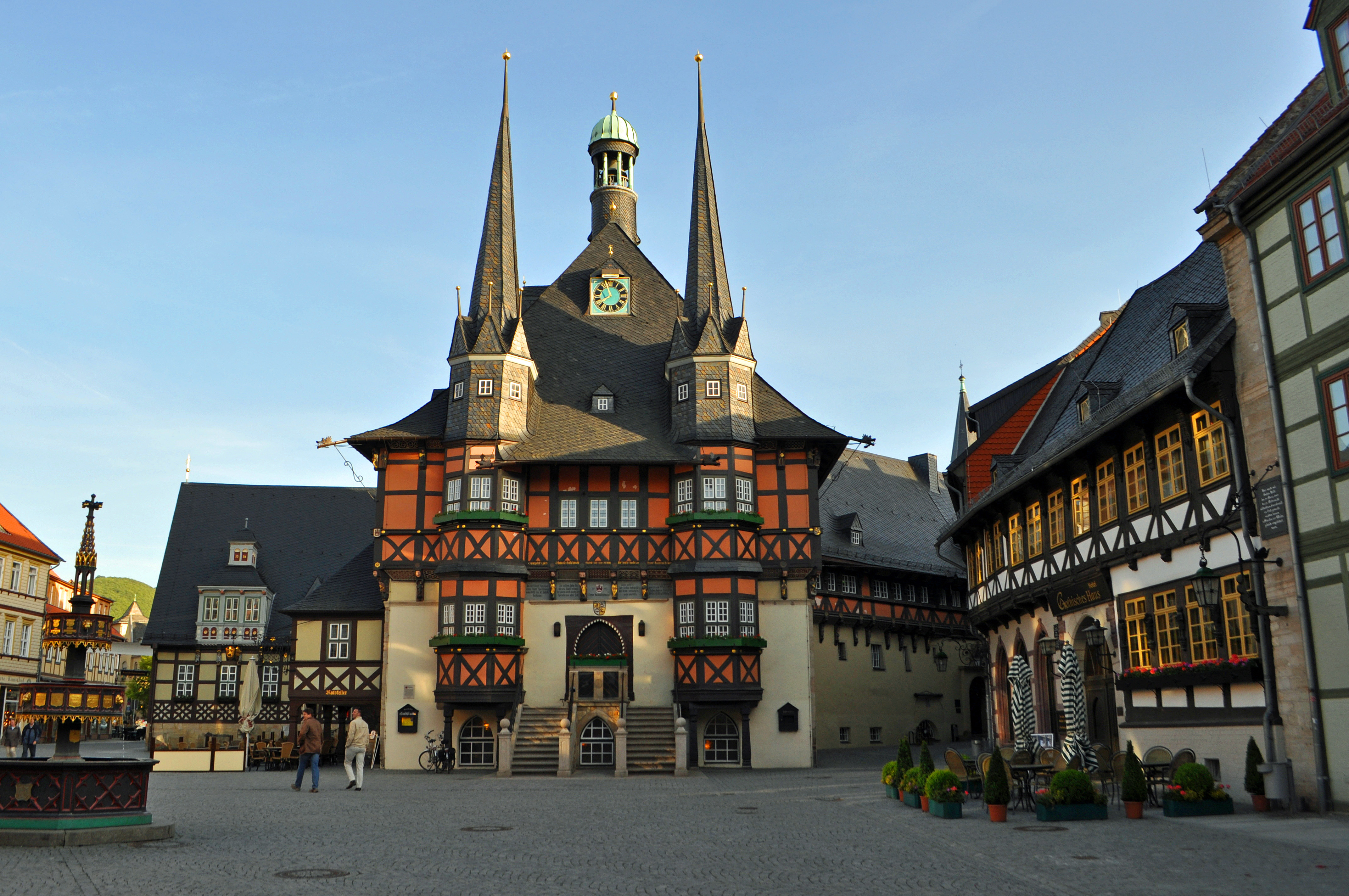
Municipio di Wernigerode

Il centro storico è caratterizzato dalla presenza di molto edifici a graticcio ricchi di molti motivi ornamentali.
La città è dominata dal castello di Wernigerode nel suo aspetto stile neogotico databile alla ristrutturazione del XIX secolo.

## Luoghi d'interesse
- Municipio di Wernigerode
- Castello di Wernigerode
- Ferrovia del Brocken

## Amministrazione

### Gemellaggi
- Carpi, Italia, dal 1964 (rinnovato nel 1991)
- Neustadt an der Weinstraße, Renania-Palatinato, Germania, dal 1989
- Cisnădie, Romania, dal 2002
- Hội An, Vietnam, dal 2013

## Sport
Wernigerode dispone di impianti per il salto con gli sci.
Nel 1998 e nel 1999 vi si sono svolti i Gran Premi estivi di combinata nordica.